# Сади диявола

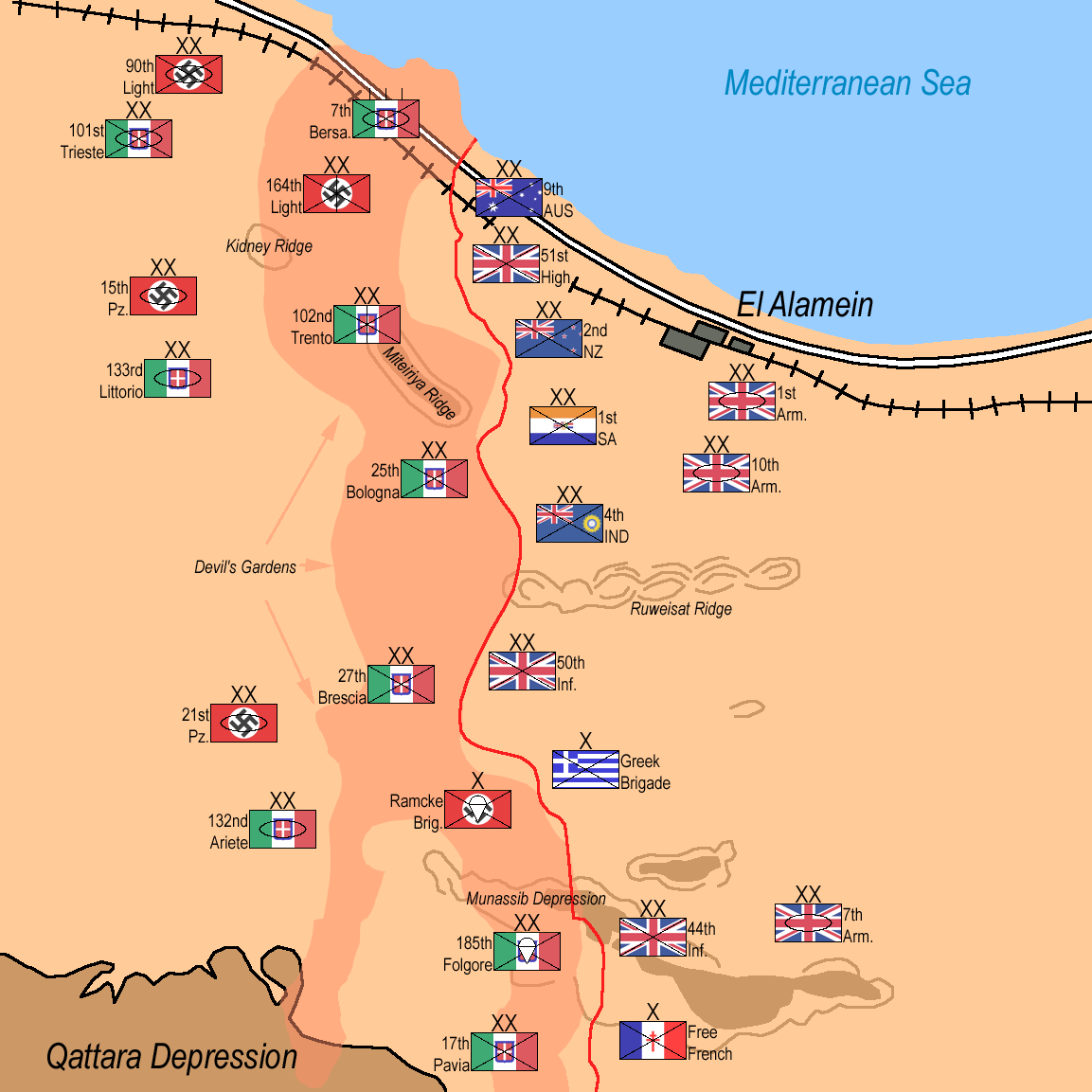
Розташування садів диявола на карті битви біля Ель-Аламейна

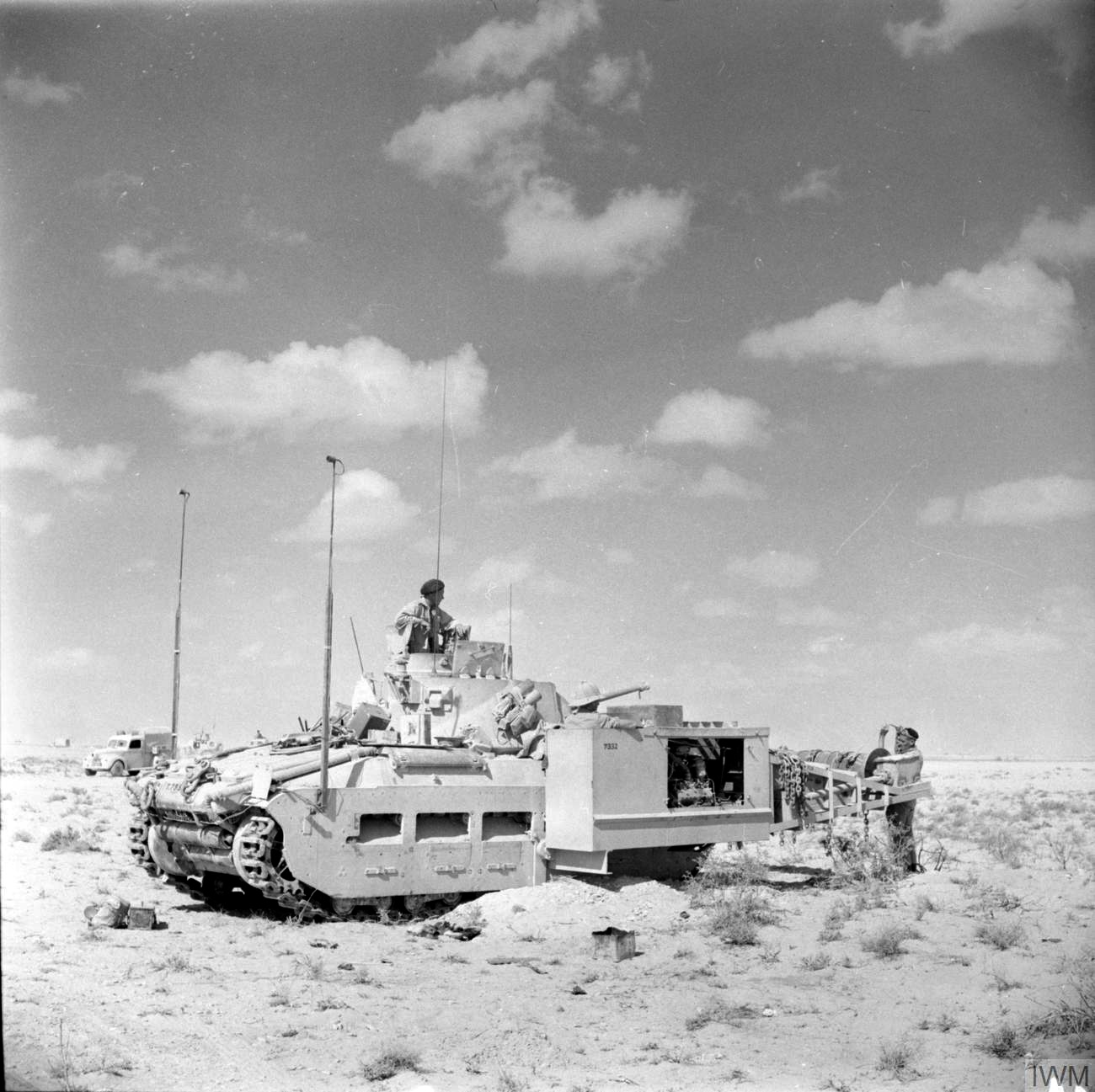
Розміновуючий пристрій на базі танка Matilda II

Сади диявола (нім. teufelsgarten, англ. devil’s gardens) — оборонні загородження з мін та колючого дроту, які захищали німецькі позиції у другій битві при Ель-Аламейні (кінець 1942 року). Ці загородження сягали в Північній Африці від узбережжя Середземного моря до западини Каттара. Назва сади диявола оборонним загородженням дав генерал-фельдмаршал Роммель.
Для прориву садів диявола британський командувач генерал-лейтенант Бернард Монтгомері використовував інженерні війська, які підтримували піхотні бригади 2-ої Новозеландської дивізії, щоб пробити пролом у мінних полях для вклинювання в оборонні позиції військ країн Осі. Інженери, що використовують ручні інструменти, були забезпечені розмінуючими пристроями Scorpion tank, обладнаними ланцюгами, що обертаються. Але такі механізми були не дуже ефективні, і нерідко доводилося використовувати ручний спосіб розмінування. Розчищення мінних полів ускладнювало наявність також протипіхотних мін.
У садах диявола було встановлено близько трьох мільйонів мін, більшість із яких залишилися досі не розмінованими; ними досі підриваються місцеві жителі.